# Уліастай (селище)
Уліастай (кит. 乌里雅斯太镇, пін. Wūlĭyăsītài Zhèn) — містечко у КНР, адміністративний центр хошуну Уджимчин – Східний стяг автономії Внутрішня Монголія.

## Географія
Уліастай розташовується у Східній Гобі, лежить на березі озера Цаган-Нур.

### Клімат
Містечко знаходиться у зоні, котра характеризується кліматом помірних степів. Найтепліший місяць — липень із середньою температурою 20 °C (68 °F). Найхолодніший місяць — січень, із середньою температурою -20.6 °С (-5 °F).
| Клімат Уліастая         | Клімат Уліастая | Клімат Уліастая | Клімат Уліастая | Клімат Уліастая | Клімат Уліастая | Клімат Уліастая | Клімат Уліастая | Клімат Уліастая | Клімат Уліастая | Клімат Уліастая | Клімат Уліастая | Клімат Уліастая | Клімат Уліастая |
| Показник                | Січ.            | Лют.            | Бер.            | Квіт.           | Трав.           | Черв.           | Лип.            | Серп.           | Вер.            | Жовт.           | Лист.           | Груд.           | Рік             |
| Середня температура, °C | −21             | −18             | −8              | 3               | 11              | 18              | 20              | 18              | 11              | 2               | −9              | −18             | 0               |
| Норма опадів, мм        | 2               | 2               | 4               | 8               | 18              | 42              | 74              | 61              | 29              | 10              | 3               | 2               | 256             |
| ----------------------- | --------------- | --------------- | --------------- | --------------- | --------------- | --------------- | --------------- | --------------- | --------------- | --------------- | --------------- | --------------- | --------------- |
| Джерело: Weatherbase    |                 |                 |                 |                 |                 |                 |                 |                 |                 |                 |                 |                 |                 |